# Bettina Noltenius
Bettina Noltenius (* 13. November 1973 in Osnabrück) ist eine deutsche Rechtswissenschaftlerin.

## Leben
Nach dem Abitur 1993 studierte sie von 1993 bis 1999 Rechtswissenschaft und Philosophie an der Universität Trier und Rechtswissenschaften an der Universität Nancy II (1995/1996). 1999 legte sie die erste juristische Staatsprüfung in Trier ab. Von 1999 bis 2002 war sie wissenschaftliche Mitarbeiterin am Lehrstuhl für Strafrecht, Strafprozessrecht und Rechtsphilosophie von Rainer Zaczyk an der Universität Trier. Sie wurde promoviert mit der Dissertation „Kriterien der Abgrenzung von Anstiftung und mittelbarer Täterschaft – Ein Beitrag auf der Grundlage einer personalen Handlungslehre“. 2004 legte sie die zweite juristische Staatsprüfung vor dem Gemeinsamen Prüfungsamt der Länder Hamburg, Bremen, Schleswig-Holstein ab. Von 2005 bis 2014 arbeitete sie an ihrer Habilitation an der Universität Bonn, der Titel ihrer Habilitationsschrift lautete „Die Europäische Idee der Freiheit und die Etablierung eines Europäischen Strafrechts – Zum Zusammenhang von freiheitlicher Rechtsverfassung und Strafe“ und Habilitationsvortrag: „Heilt die Zeit alle Wunden? – Zur Begründung des Instituts der Verfolgungsverjährung im Strafrecht (§ 78 Abs. 1 StGB)“. Es folgte die Erteilung der venia legendi für Strafrecht, Strafprozessrecht, Europäisches Strafrecht und Rechtsphilosophie Wissenschaftliche Mitarbeit und Lehrtätigkeit am Rechtsphilosophischen Seminar (Rainer Zaczyk) in Bonn. Sie wurde 2008 Akademische Rätin a. Z. und 2014 Akademische Oberrätin a. Z. Von 2014 bis 2015 vertrat sie einen Lehrstuhl der Universität zu Köln. Von 2015 bis 2017 hatte sie eine Professur für Strafrecht und Strafprozessrecht an der Ruhr-Universität Bochum inne. Seit 2017 ist sie Inhaberin des Lehrstuhls für Strafrecht, Strafprozessrecht, Kriminologie und Rechtsphilosophie an der Universität Passau. 2020 wurde sie zur Vizepräsidentin gewählt, sie ist für das Ressort Studium, Lehre und Ethik zuständig.

## Schriften (Auswahl)
- Kriterien der Abgrenzung von Anstiftung und mittelbarer Täterschaft. Ein Beitrag auf der Grundlage einer personalen Handlungslehre. Frankfurt am Main 2003, ISBN 3-631-51520-0.
- Die Europäische Idee der Freiheit und die Etablierung eines Europäischen Strafrechts. Zum Zusammenhang von freiheitlicher Rechtsverfassung und Strafe. Berlin 2017, ISBN 3-428-14962-9.